# Dentitheca bidentata
Dentitheca bidentata är en nässeldjursart som först beskrevs av Jäderholm 1905.  Dentitheca bidentata ingår i släktet Dentitheca och familjen Plumulariidae. Inga underarter finns listade i Catalogue of Life.